# 吉安路易吉·伦蒂尼
詹路易吉·伦蒂尼（Gianluigi Lentini，1969年3月27日—）是一名意大利前职业足球运动员，司职边锋。
伦蒂尼曾被誉为“新的吉吉·梅罗尼”，1986年，他在家乡俱乐部都灵开始了自己的职业生涯，并随队赢得了意乙联赛冠军和米特罗帕杯冠军；1992年，伦蒂尼以创纪录的185亿里拉（1400万欧元）的转会费加盟AC米兰，成为当时身价最高的球员，并随队赢得了三次意甲联赛冠军、三次意大利超级杯冠军和一次欧洲冠军联赛冠军。 1993年，他遭遇了一场严重的车祸，职业生涯受到影響。

## 俱乐部生涯

### 都灵

#### 1986-1992：家乡英雄和球队成功
伦蒂尼出生于皮埃蒙特大区的卡尔马尼奥拉，父母是西西里人，他成长于都灵队的青训系统。他在1988-89赛季被租借到意乙俱乐部安科纳。次年，他回到都灵，当赛季攻入6球，帮助球队夺得意乙冠军并升入意甲。在新教练埃米利亚诺·蒙多尼科的带领下，以及老板吉安·毛罗·博尔萨诺斥巨资引进巴斯克斯（Rafael Martín Vázquez）等球星，加之包括卢卡·马尔凯吉亚尼和乔治奥·布雷西亚尼在内的青训球员，都灵队在1991年赢得了米特罗帕杯，并取得意甲联赛第五的成绩。 
次年，随着恩佐·西福 (Enzo Scifo)和沃尔特·卡萨格兰德 (Walter Casagrande)的到来，都灵队杀入了1992年欧洲联盟杯决赛（伦蒂尼在半决赛第二回合战胜皇家马德里的比赛中进球）并在意甲联赛中获得第三名；之后他和都灵的合同延长至 1995 年6月。 然而，因为都灵遭遇财政困难，而转会同城死敌尤文图斯又遭遇球迷抗议。最终，伦蒂尼于1992年与米兰签署了一份据报道为期四年的合同，转会费创下了当时的世界纪录，为185亿意大利里拉（按固定汇率估计为1400万欧元）；据报道，博尔萨诺从这次转会中获得了约75亿里拉（370 万欧元）的收入。

### 米兰

#### 1992–1994年：最初的成功和遭遇车祸
1992-93 赛季，在主教练法比奥·卡佩罗的带领下，伦蒂尼成为 AC 米兰队的关键一员，打入7个联赛进球，帮助球队赢得个人第一个联赛冠军和1992年意大利超级杯。不过，他的表现不佳，导致AC米兰在欧冠决赛中输给了马赛。那年8月，在热那亚参加季前赛后，24岁的伦蒂尼驾驶一辆金丝雀黄的保时捷 911以 125英里/小时的速度从热那亚前往都灵，去见他当时的女友丽塔·博纳科索（后来尤文图斯前锋萨尔瓦托雷·斯基拉奇的妻子），在A21 高速公路上发生车祸。
当时伦蒂尼因爆胎，在服务站更换了临时车胎（速度不应超过50英里/小时）。在车起火前几秒钟被人从残骸中拖出，并被昏迷了两天；诊断为头骨骨折，眼窝受损。 1993-94 赛季结束后，他重返球场，但出场时间锐减，当年米兰队成功卫冕联赛冠军、夺得欧洲冠军联赛冠军并在洲际杯中夺得亚军。

#### 1994-1996年：状态低迷
伦蒂尼的记忆力和视力因车祸受到长期影响，状态和上场时间明显下滑；前队友马塞尔·德塞利说：“你可以看到他的技术在车祸前后完全不同了”。 随后，他的米兰生涯逐渐边缘化，连续三个赛季表现不佳，只进了6个联赛进球。  1996年，合同到期后他离开米兰城。 

### 职业生涯晚期
1996年，伦蒂尼转会至亚特兰大效力了一个赛季，与菲利波·因扎吉一起帮助球队获得中游排名。1997年，他回到母队都灵，为俱乐部效力了三个赛季；在1998-99赛季的意乙联赛中，他帮助球队升入意甲，但球队再次降级。伦蒂尼于 2001年离开都灵，随后在其他几家低级别联赛俱乐部效力，包括科森扎、卡内利、萨维利亚内塞、尼塞斯和卡尔马尼奥拉，最后于2012年退役，时年43岁

## 国际职业生涯
伦蒂尼在1987年至1990年间代表意大利国家21岁以下足球队出场两次。他是1990年欧洲21岁以下足球锦标赛半决赛的队员之一，在主教练切萨雷·马尔蒂尼的带领下，该队最终获得了第三名。在都灵效力期间，他于1991年2月 13日在对阵比利时的一场国际友谊赛上，首次代表意大利国家足球队出场，那场比赛以0-0打平。伦蒂尼在1994年世界杯预选赛期间成为阿里戈·萨基执教的意大利队的常规成员，但由于在1993年8月遭遇严重车祸后表现不稳定，他错过了决赛。伦蒂尼总共代表国家队出场13次，最后一次出场是在1996年11月6日。

## 比赛风格
"他是一个真正的天才… 快速，强壮，体力充沛。极其优秀。"——AC米兰前主教练法比奥·卡佩罗于1993谈到伦蒂尼车祸时
在他的巅峰时期，伦蒂尼被认为是一位非常有天赋的新秀，以他的速度、机动性、工作效率、体力、智慧和领导能力而闻名。尽管他通常被安排在左边锋位置，但他也能在右路活动。他因其创造力、出色的技术能力、敏捷性、速度、平衡性、盘带技巧以及传中能力而备受推崇，这使他成为边路极具攻击力的球员，并能够在一对一的情况下击败对手，随后为队友提供助攻。 

## 个人生活
伦蒂尼与瑞典模特亚历山德拉·卡尔森结婚，他们的儿子尼古拉斯于1996年出生。尼古拉斯在场上担任守门员。

## 荣誉
- 乙级联赛：1989–90年，2000–01年
- 米特罗帕杯：1991年
- 意甲：1992–93，1993–94，1995–96
- 意大利超级杯：1992、1993、1994
- 欧洲冠军联赛冠军：1993–94 年；亚军：1992–93 年
- 意大利[12]
- 斯堪尼亚100锦标赛：1991年